# 교실 안의 야크
《교실 안의 야크》(영어: Lunana: A Yak in the Classroom)는 2019년 공개된 부탄의 드라마 영화이다. 파우 초이닝 도르지가 감독과 각본을 맡았다. 제93회 아카데미상(2021) 국제영화상 부문에 부탄의 출품 작품으로 선정되었지만 실격 당했다. 이듬해인 제94회 아카데미상(2022) 국제영화상 부문에 최종 후보로 올랐다. 이로써 아카데미 시상식에 진출한 최초의 부탄 영화가 되었다.

## 줄거리
부탄의 수도 팀부에서 교사 생활을 하고 있는 유겐은 교사가 적성에 맞지 않는다고 생각한다. 유겐은 가수의 길을 꿈꾸며 오스트레일리아로 이민을 가고 싶어하지만, 교사 계약 기간이 남아 있어 가사 현의 루나나라는 고산 지대의 벽지학교로 전근을 가게 된다. 유겐은 루나나에 도착하여 겨울이 되기 전까지 교사 생활을 시작한다. 겨울이 되자 유겐은 루나나에서의 교사 생활을 마치고 오스트레일리아로 떠나며, 시드니의 한 펍에서 노래를 부르며 끝난다.

## 출연
- 셰라브 도르지 - 유겐 도르지 역
- 유겐 노르부 렌덥 - 미첸 역
- 켈돈 라모 구룽 - 살돈 역
- 쿤장 왕디 - 아샤 진파 촌장 역
- 셰링 도르지 - 싱게 역
- 소남 타시 - 탄딘 역
- 펨 잠 - 펨 잠 역
- 셰리 좀 - 유겐의 할머니 역

## 공개
2019년 10월 15일 런던 국제영화제에서 초연되었다.